# 리곱스키 프로스펙트역
리곱스키 프로스펙트 역(러시아어: Лиговский проспект)은 러시아 상트페테르부르크 시에 있는 상트페테르부르크 지하철 프라보베레즈나야 선의 역이다. 1991년 12월 30일에 개통되었다.